# Giovanni Ferrari
Giovanni Ferrari (Alessandria, 6 dicembre 1907 – Milano, 2 dicembre 1982) è stato un calciatore e allenatore di calcio italiano, di ruolo mezzala.
Annoverato tra i migliori giocatori della sua generazione (Carlo Felice Chiesa lo ha definito «una della più complete mezzali sinistre della storia») e considerato come il prototipo dell'interno sinistro nel Metodo, è uno dei calciatori italiani più vincenti, potendo vantare nel palmarès personale due Coppe del Mondo e una Coppa Internazionale conquistate negli anni 1930 con la nazionale di Vittorio Pozzo, e otto campionati nazionali, di cui cinque consecutivi con la Juventus.
Denominato Asso della Cannarola, è uno dei sei calciatori italiani (con Filippo Cavalli, Sergio Gori, Pierino Fanna, Aldo Serena e Attilio Lombardo) che sono riusciti a vincere lo scudetto in tre diverse squadre, nel suo caso con Juventus, Ambrosiana-Inter e Bologna. È inoltre l'unico atleta, assieme a Cesare Maldini e Giovanni Trapattoni, ad aver partecipato al mondiale sia nelle vesti di giocatore che in quelle di allenatore della nazionale azzurra.

## Biografia

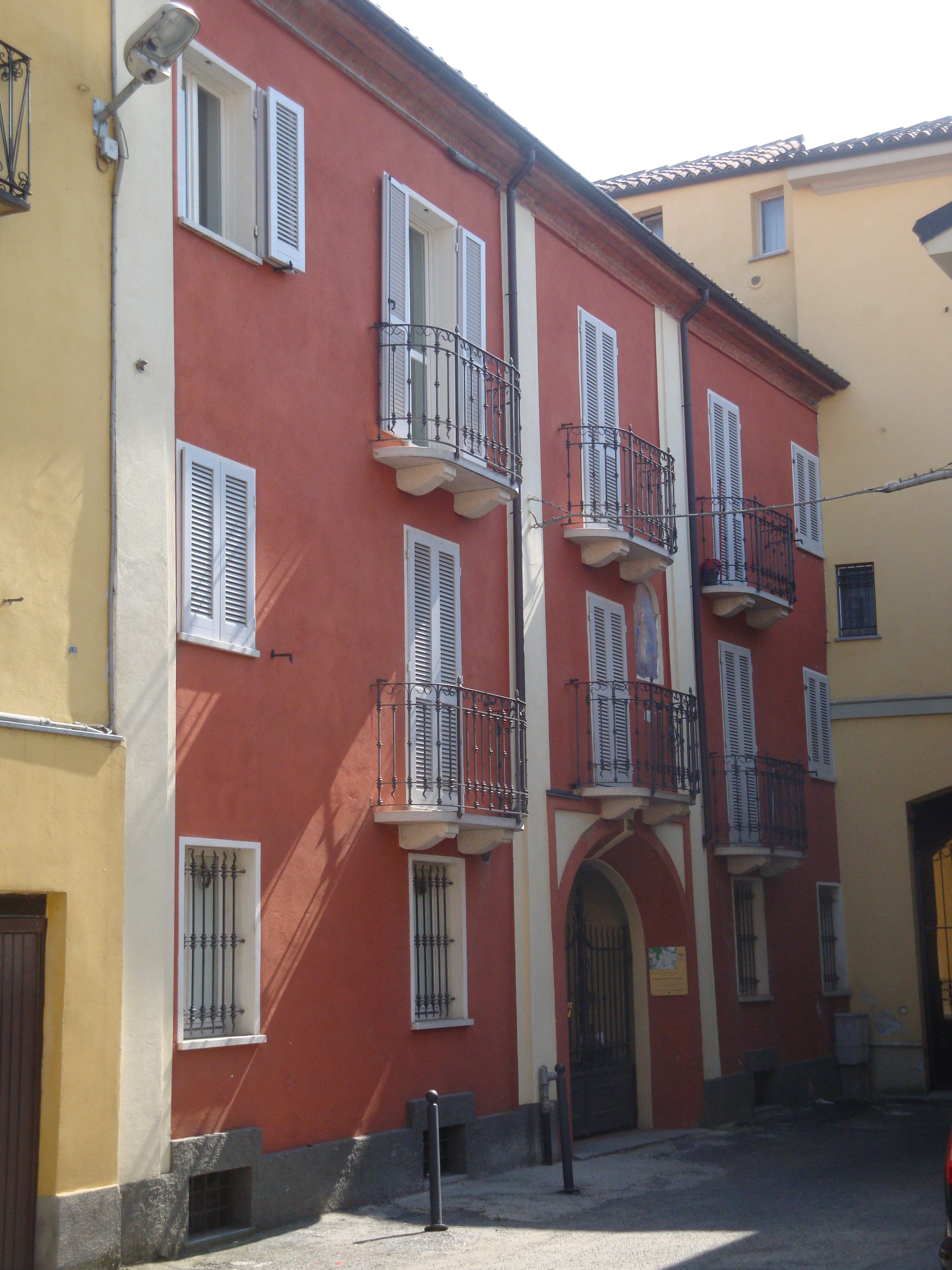
La casa natale di Giovanni Ferrari in via Tripoli, ad Alessandria.

Crebbe nel popolare quartiere della Cararola, uno dei più poveri d'Alessandria, che prendeva il nome da un canale di scolo che l'attraversava; sin da giovanissimo mostrò interesse per il pallone, tanto che dichiarò: «la "passionaccia" per il gioco del calcio è entrata in me non appena sono stato capace di camminare». Precoce talento, diventò popolare tra i giovani della città e attirò l'interesse della squadra cittadina, da cui venne tesserato nel 1921; in quel momento lavorava come aiuto-commesso in un negozio di tessuti.
Convinse subito l'allenatore Carlo Carcano, che seguì in varie squadre tra gli anni 1920 e 1930; fu tra gli uomini-simbolo della Juventus del Quinquennio d'oro e della nazionale italiana di Vittorio Pozzo, diventando la migliore mezzala sinistra europea durante quel decennio. Smise di giocare nel 1942, per dedicarsi all'allenamento, attività nella quale non eguagliò gli stessi risultati conseguiti da calciatore.
Fu per lungo tempo istruttore presso il Centro Tecnico Federale di Coverciano, rivestendo peraltro assieme a Paolo Mazza il ruolo di commissario tecnico dell'Italia durante il campionato del mondo 1962.
Tra le sue ultime apparizioni pubbliche vi fu la sfilata al Camp Nou di Barcellona, nella cerimonia inaugurale del campionato del mondo 1982; nell'occasione volle portare con sé la prima tessera della Federazione, datata 1921. Morì pochi mesi dopo all'ospedale San Carlo Borromeo di Milano per un collasso cardiocircolatorio, conseguenza di un'emorragia esofagea e gastrica che lo aveva colpito alcuni giorni prima; lasciò la moglie e una figlia. Gli sono stati intitolati il campo sportivo di via Alessandro Tonso, ad Alessandria, e l'Aula Magna del Centro Tecnico di Coverciano.

## Caratteristiche tecniche

### Giocatore
Ettore Berra considerava Ferrari un modello per gli attaccanti della sua epoca; scrisse su Il Calcio Illustrato nel 1938: «è non solo il miglior giuocatore della sua generazione, ma è l'uomo che insegna a tutti come si giuochi per la squadra e non solo per il proprio tornaconto, come s'inizi un'azione, come ci si comporta negli sviluppi di quest'azione. Si può dire che tale ruolo è, dal punto di vista tecnico una creazione sua. Prima di Ferrari, il mezzo-sinistro era un giuocatore qualunque [...]. Quando darà un addio allo sport porterà con sé il segreto del suo giuoco. Nessuno finora l'ha eguagliato, nessuno lo vale». Nello stesso anno, l'ex-calciatore e giornalista francese Lucien Gamblin lo definì su L'Auto «probabilmente il miglior calciatore italiano da dieci anni a questa parte [...]. Degno successore di Baloncieri, stratega notevole e fine tecnico, il cui giuoco resta sobrio e impersonale [...]», concludendo «nessuno sa meglio di lui iniziare o condurre un attacco nelle migliori condizioni, e, se il suo tiro a rete non ha niente di speciale come potenza, non pecca certo di imprecisione».
Il paragone con Baloncieri, altro prodotto della «scuola alessandrina» fu approfondito da Gianni Brera: «normotipo di larga cassetta e solide gambe, è di gran lunga il più specializzato e dotato dei centrocampisti italiani. Non ha la nevrile eleganza di Baloncieri, ma lo supera per fondo atletico e impegno. Possiede minor senso del gol, ma è largamente più assiduo nei recuperi difensivi [...]. È il tipico interno di spola: dove arriva lui, l'equilibrio di squadra è assicurato». Angelo Rovelli lo descrisse come «calciatore solido, pragmatico, lineare [...], stantuffo di centrocampo ma pure abile nel puntare a rete».
Agli esordi ebbe compiti offensivi che, a partire dal passaggio alla Juventus (1930) andarono limitandosi: in nazionale, date le presenze di Schiavio e di Piola come centravanti, Vittorio Pozzo gli affiancò Meazza per creare «una coppia costruttrice di giuoco, come poche altre in Europa». Le doti di regista di Ferrari furono evidenziate da Antonio Ghirelli: «giuocatore d'una tecnica sobria, poco portato ad osare, costruiva la partita un'azione sull'altra [...], le imbeccate pronte per tutti, gli occhi attenti a mirare l'ostacolo e a valutare una situazione tattica, un metodico che sembrava avesse un misterioso senso del ritmo».
Calciatore disciplinato e corretto, nel 1931 ricevette un encomio dalla dirigenza della Juventus per non aver reagito, durante una gara di campionato, allo schiaffo di un avversario.

### Allenatore
Fautore di un gioco offensivo, Ferrari era ricordato da Enzo Bearzot come «un buon maestro»; infatti, pur non raccogliendo particolari successi nell'allenamento, fu a lungo istruttore dei corsi per allenatori del centro tecnico di Coverciano. Raccontò Fino Fini: «Giovanni era fatto per insegnare [...]. Ricordo il primo corso per allenatori. Spiegava la tecnica e agli esami era severo».

## Carriera

### Giocatore

#### Club

##### L'Alessandria e la parentesi a Napoli

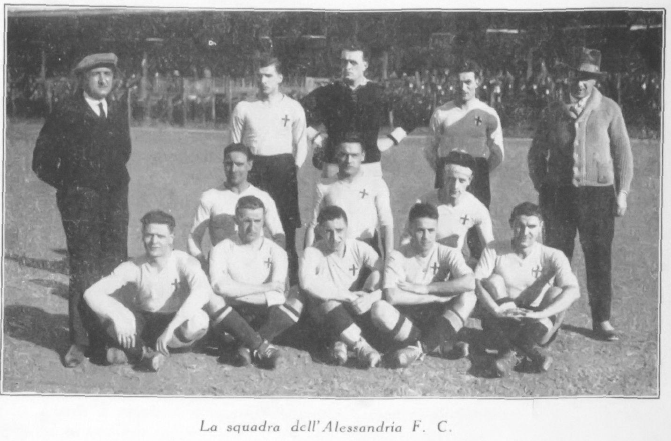
Ferrari (in prima fila, secondo da destra) nell'Alessandria della stagione 1927-1928.

Entrò nelle giovanili dell'Alessandria nel 1921, a quattordici anni non ancora compiuti; tre amici calciatori, Giuseppe Rapetti, Edoardo Avalle e Cinzio Scagliotti, lo segnalarono al giocatore-allenatore Carcano, che ne apprezzò particolarmente il palleggio morbido e sicuro. Poco tempo dopo giocò per la prima volta con la squadra riserve, a Torino, mentre il debutto in prima squadra avvenne il 7 ottobre 1923, a 15 anni e 10 mesi, sul campo della Sampierdarenese (vittoria dei grigi per 2-1). Nelle prime due stagioni giocò saltuariamente, segnando la sua prima rete il 1º febbraio 1925, nel 6-1 al Mantova.
Nel 1925 fu segnalato da Carcano, neo-allenatore dell'Internaples, ai dirigenti, che lo acquistarono per 5 000 lire. L'interno fu decisivo nella stagione 1925-1926, in cui l'ancora inesperta squadra campana raggiunse per la prima volta nella sua storia le finali di Lega Sud, poi perse contro l'Alba Audace di Roma.
Considerato il successo della coppia, i dirigenti alessandrini, che uscivano da una difficile stagione in cui la squadra aveva rischiato la retrocessione, si convinsero a ingaggiare Carcano come allenatore per la stagione 1926-1927 e a riacquistare il diciottenne Ferrari sborsando 12 000 lire, più del doppio di quando avevano ricavato l'anno prima dalla sua cessione. Lo sforzo economico fu ricompensato da ottime prestazioni in campionato e dalla vittoria dell'Alessandria in Coppa CONI (Ferrari segnò un gol nella finale di ritorno, contro il Casale); a dargli sicurezza durante gli spunti offensivi fu l'innesto di Luigi Bertolini, chiamato da Carcano a coprirgli le spalle in mediana. Parte, scrisse Mario Ferretti, «di quella famosa linea attaccante che fu spauracchio – a quei tempi – d'ogni difesa: Cattaneo, Avalle, Banchero, Ferrari, Chierico», nella stagione 1927-1928 Ferrari segnò 24 reti in 32 gare, sospingendo l'Alessandria verso la vittoria dello scudetto, mancata per questione di pochi punti.
Sempre più frequentemente richiesto da grandi squadre, nel 1929 Ferrari rimase all'Alessandria poiché questa, non potendogli offrire un ingaggio migliore, scelse di promettergli la cessione gratuita per l'anno successivo, a patto di rimanere ancora per un campionato. Il torneo 1929-1930 fu positivo per il club e grazie alla prolificità dell'interno, che segnò 19 reti e nel corso della stagione debuttò in nazionale, si mantenne a lungo al vertice della classifica, per poi cedere posizioni nel corso del girone di ritorno. A quel punto la società fece un estremo tentativo per non svincolare il giocatore, escludendolo dai titolari delle ultime gare per scarso impegno e sperando così di poter venir meno ai patti; Ferrari giocò la sua ultima partita in maglia cinerina il 1º giugno 1930, a Udine (Triestina-Alessandria 1-0); è a oggi il terzo marcatore nella storia dell'Alessandria.

##### La Juventus delQuinquennio

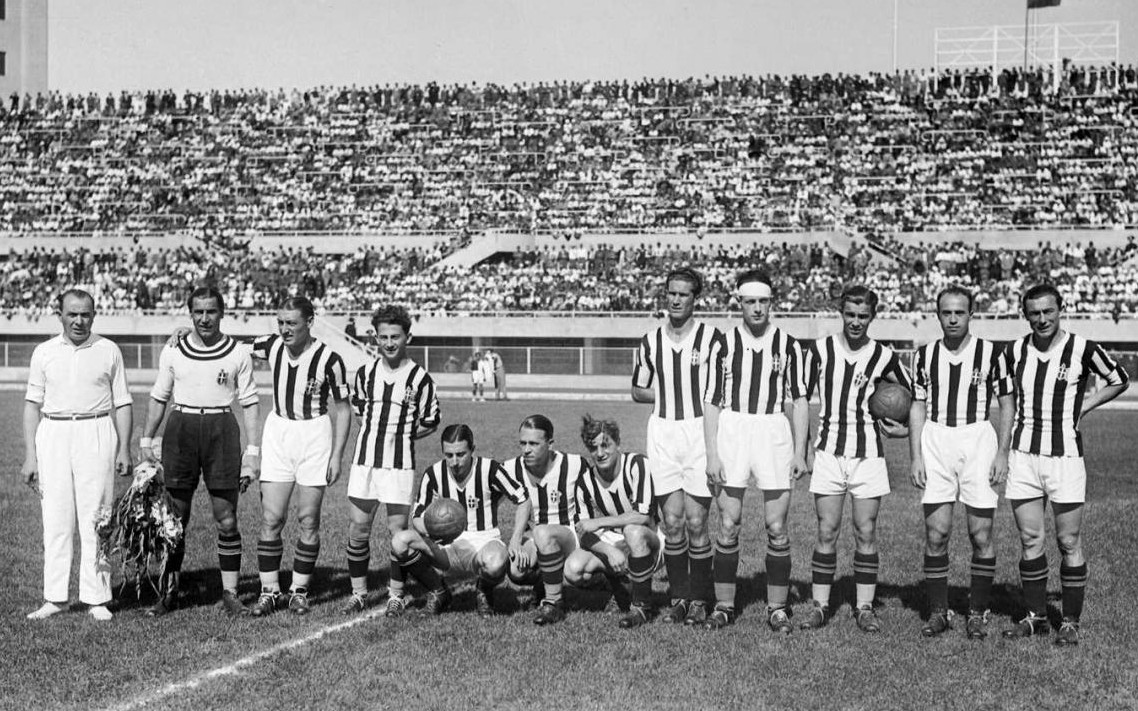
Ferrari (secondo da destra) con la Juve del Quinquennio nella stagione 1933-1934.

Ferrari fu espressamente richiesto alla Juventus da Carcano, nel momento in cui fu offerta a questi la guida della prima squadra; essendo a conoscenza degli accordi tra il calciatore e l'Alessandria, era cosciente che il suo ingaggio per la società non avrebbe rappresentato un pesante esborso. Ferrari ne ebbe 22 000 lire annue più bonus.
Alla Juventus, dove già erano presenti centravanti prolifici (Vecchina e poi Borel) Carcano poté sfruttare le doti di manovra di Ferrari, che andò dunque a infoltire il roccioso centrocampo della squadra fungendo da «motore». Il calciatore stesso, negli anni della maturità, raccontò: «I cannonieri c'erano già, non era necessario avvicinarsi troppo all'area. Piuttosto, bisognava servire le ali, specie Orsi, perché Cesarini si dimenticava troppo spesso di farlo».
Con i bianconeri vinse cinque scudetti in altrettante stagioni e fu, in tutti i cinque campionati, il secondo cannoniere della squadra, malgrado la riduzione degli obblighi d'attacco; disputò 160 partite su 166. Particolarmente importante fu la rete segnata all'81' di Fiorentina-Juventus del 2 giugno 1935 che, in virtù della contemporanea sconfitta dell'Ambrosiana-Inter sul campo della Lazio, assegnò lo scudetto ai bianconeri. Fu quella anche l'ultima gara di Ferrari con la Juventus; alla fine dell'anno fu inserito in lista di trasferimento.

##### Il passaggio all'Ambrosiana-Inter
Nel 1935 l'improvvisa morte di Edoardo Agnelli portò novità dirigenziali in seno alla società bianconera. Questa optò per una politica d'austerità, e quando a Ferrari fu negato un lieve aumento di stipendio, questi, che già aveva assistito all'allontanamento del mentore Carcano nel corso della stagione precedente, scelse di cambiare squadra. Rifiutò le offerte della Lazio prefendo quelle dell'Ambrosiana-Inter, determinata a ricomporre l'accoppiata con Meazza già vista in nazionale.

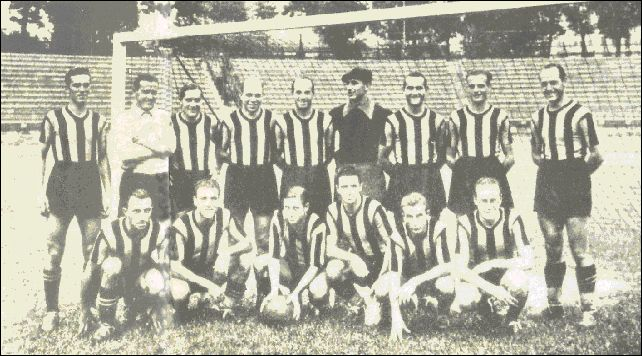
Ferrari (in piedi, terzo da destra) nell'Ambrosiana-Inter campione d'Italia 1937-1938.

Durante quest'esperienza, Ferrari diede prova di «magistero e continuità atletica», dimostrandosi «aduso a giocare allo stesso (sfiancante) ritmo dal primo all'ultimo minuto, impegnato nel lavoro di cucitura al servizio della squadra». Con Ferrari titolare, Meazza si laureò per due volte capocannoniere, e l'Ambrosiana vinse il campionato del 1937-1938, il primo della gestione di Ferdinando Pozzani. Nel 1938 gli giunse una ricca offerta dell'Arsenal; risulta essere questa una delle prime richieste di giocatori stranieri da parte di un club inglese: Ferrari rifiutò (Chiesa scrive che «non se la sentì»).
A partire dalla stagione 1938-1939, nonostante la vittoria del precedente campionato e il successo al mondiale francese, Ferrari (così come Meazza, bloccato da un embolo a un piede) fu gradualmente accantonato dal nuovo allenatore nerazzurro Tony Cargnelli, che gli preferiva il giovane Candiani. Nella stagione 1939-1940 Ferrari era ormai relegato tra le riserve, e vinse il suo settimo scudetto personale collezionando appena otto presenze.

##### Il Bologna dei veterani
All'inizio della stagione 1940-1941 Hermann Felsner, allenatore del Bologna, chiese alla società l'ingaggio di Ferrari, trentatreenne e ormai ai margini nell'Ambrosiana. Lo impiegò alternandolo, a turno e a seconda dello stato di forma, ai due interni della squadra, i trentenni Andreoli e Sansone; il Bologna andò a vincere così, con largo anticipo, il sesto scudetto della sua storia, l'ultimo del ciclo dello «squadrone che tremare il mondo fa».
Per Ferrari fu anche l'ottavo e ultimo scudetto in carriera; nella stagione successiva ritornò alla Juventus come calciatore-allenatore. Disputò la sua ultima partita di campionato il 1º febbraio 1942, in Bologna-Juventus 2-0, prima di giocare ancora una volta, la settimana dopo, nel quarto di finale di Coppa Italia vinto per 1-0 contro il Padova.

#### Nazionale

Ferrari (sesto da sinistra) nell'Italia campione del mondo 1934

Il debutto con l'Italia avvenne a 22 anni, allo stadio del PNF, in Italia-Svizzera 4-2; nella stessa partita debuttò Giuseppe Meazza, che sotto la guida di Vittorio Pozzo andò a formare con Ferrari una celebre coppia di mezzali definita, nel 1938, «il duo più straordinario del mondo». Nell'aprile di quell'anno esordì anche in nazionale B, con cui collezionò 7 reti in 4 presenze.
Ferrari giocò cinque partite su sei del vittorioso campionato del mondo 1934 ospitato dall'Italia, segnando una rete nell'ottavo di finale, contro gli Stati Uniti, e un'altra a Zamora, nel quarto contro la Spagna. Il 14 novembre dello stesso anno fu tra i protagonisti della gara contro l'Inghilterra ricordata come "Battaglia di Highbury"; su Lo Sport Fascista scrisse: «Li abbiamo battuti moralmente a casa loro, nel cuore, e siamo stati più che alla pari per tecnica di gioco». Il 13 maggio 1933 era stato il primo italiano a segnare un gol alla nazionale inglese, che ricordò come uno dei momenti più appaganti della sua carriera: «Ho battuto Zamora nel mondiale del 1934 a Firenze, però la maggiore soddisfazione la provai l'anno precedente, a Roma, contro gli inglesi. Erano i maestri. Con un lungo tiro ingannai il portiere Hibbs; peccato che, poco dopo, Bastin abbia ottenuto il pareggio che, tuttavia, ci fece onore. Il mistero sugli inglesi, ritenuti invincibili, incominciò a svelarsi».
Soprattutto, Ferrari è ritenuto uno dei calciatori più importanti nella vittoria del campionato del mondo 1938 in Francia. Su Il Calcio Illustrato l'inviato Renzo De Vecchi spiegò che le due mezzali «stavano, generalmente, più arretrate, e talvolta si videro anche sulla linea dei terzini, ciò che invece non si verificò in campo francese, brasiliano e ungherese». L'Auto, uno dei principali giornali sportivi dell'epoca, scrisse: «Ferrari e Meazza, artefici della vittoria per il modo abile, chiaro, intelligente impiegato nella costruzione del gioco offensivo della loro squadra»; il corrispondente di Paris-Soir Jean Eskenazi inserì il mezzo sinistro nella formazione ideale del torneo.
Con gli azzurri Ferrari vinse anche la Coppa Internazionale 1933-1935. Disputò l'ultima gara il 4 dicembre 1938, a Napoli, in Italia-Francia 1-0; aveva collezionato 44 presenze (2 da capitano) e 14 reti.

### Allenatore

#### Club

##### Juventus e Ambrosiana-Inter
Nel 1941-1942 Ferrari fece ritorno alla Juventus dopo sei anni per ricoprire il ruolo di giocatore e allenatore; in quella stagione, spiegò Paolo Facchinetti, «esigenze di rinnovamento» comportarono una «strana campagna acquisti, che vide la cessione fra gli altri di Borel II, di Gabetto e del portiere Bodoira». Ferrari diede le dimissioni dall'incarico dopo quattordici gare, con la squadra quinta, già nettamente distanziata dal gruppo di testa; fu sostituito da Luis Monti, rimanendo in rosa come giocatore. Al termine della stagione la Juventus si aggiudicò la Coppa Italia, l'unica della carriera per Ferrari.
Nella stagione successiva si legò invece all'Ambrosiana, reduce da un campionato deludente e dalle dimissioni del presidente Pozzani. La squadra rimase a lungo a contatto con le prime posizioni, per poi cedere nelle battute finali del torneo; durante le partite dell'ultima giornata contro il pericolante Venezia, i giocatori nerazzurri assunsero un atteggiamento passivo e Ferrari scelse di espellere un proprio giocatore, Ubaldo Passalacqua, «per scarso impegno». La Commissione di Controllo della Federazione multò Ferrari per questo gesto, poiché anch'esso avrebbe favorito il Venezia.

##### La sospensione dei campionati e il dopoguerra

Ferrari (a sinistra) allenatore del Brescia nella stagione 1945-1946

Nel 1944, durante la sospensione dei campionati dovuta all'evolversi della seconda guerra mondiale, Ferrari fu ingaggiato dal Pavia in un'ottica di rafforzamento della squadra voluta dal presidente Giovanni Valsecchi per la partecipazione al Torneo Benefico Lombardo 1944-1945; la squadra chiuse il torneo al terzo posto. Allenò poi il Brescia durante la Divisione Nazionale 1945-1946.
Nella stagione 1947-1948 seguì la prima squadra del Cantonal Neuchâtel nella massima serie svizzera; la squadra retrocesse al termine del torneo, ma l'opera di Ferrari, scrisse La Stampa in quell'anno, «fu apprezzata dai dirigenti elvetici».
Nella stagione successiva vinse la Serie C 1948-1949 con il Prato; allenò anche il Padova, in A, nel 1950-1951: chiamato a campionato in corso a sostituire Pietro Serantoni, venne sollevato dall'incarico prima del termine della stagione, e rimpiazzato da Frank Soo.
Seguì inoltre diverse squadre giovanili (Alessandria, Inter) e fu osservatore per la FIGC, notando tra gli altri Giacomo Losi.

#### Nazionale
Dal 1950 entrò nei ranghi federali e divenne istruttore tecnico nei corsi per allenatori. Fu dapprima aiutante di campo per la nazionale, poi nel 1958 fu chiamato a sostituire Giuseppe Viani con una commissione tecnica formata dai dirigenti Pino Mocchetti e Vincenzo Biancone. Dopo un breve ritorno di Viani, Ferrari gli subentrò in solitaria, ottenendo la qualificazione al campionato del mondo 1962 in Cile. Sotto la guida dell'ex mezzala, «la massima rappresentativa italiana conobbe tra l'autunno del 1960 e la primavera del 1962 una stagione complessivamente positiva», anche se il gioco offensivo da lui proposto poiché congeniale ai vari oriundi venne criticato dal giornalista Gianni Brera, in particolare dopo la sconfitta contro l'Inghilterra del maggio 1961. Per la fase finale, in Cile, gli furono affiancati Helenio Herrera, che rinunciò poco tempo, e il presidente della SPAL Paolo Mazza.
A partire dall'esclusione dal novero dei convocati di Mario Corso, dopo un litigio con lo stesso Ferrari, la spedizione cilena fu travagliata sin dal principio, anche per i contrasti tra i due componenti della commissione tecnica, a causa delle diverse visioni di gioco (Mazza era un difensivista). Ferrari ricordò l'esperienza declinando le responsabilità per l'esito negativo del mondiale: «se l'Italia fu eliminata in Cile, non è colpa mia. Lo dissi allora e lo ripeto oggi. Io non contavo niente. Quando mi venne comunicata la decisione di affiancarmi Mazza, risposi che con me Mazza non avrebbe litigato. In parole povere avrei fatto decidere a lui».
L'Italia, considerata tra le favorite, uscì al primo turno, principalmente a causa del caotico esito della partita contro i padroni di casa del Cile, nella partita ricordata come "Battaglia di Santiago". Omar Sívori denunciò poi il pesante condizionamento della stampa, dichiarando di essere stato testimone di una conversazione in cui i due commissari si erano fatti influenzare, nella scelta dei titolari da schierare contro il Cile, da alcuni importanti cronisti fautori del difensivismo (tra i quali pare vi fosse lo stesso Brera). Al ritorno Ferrari lasciò dunque la guida nella nazionale; per il giornalista Giuseppe Signori «ebbe il torto in Cile e prima di Santiago di non opporsi a troppe cose, come a persone sbagliate. Passivamente accettò in silenzio il peggio, limitandosi a parlare dopo», come ammise lui stesso, rammaricandosene, nella lettera di dimissioni inviata alla Federazione.

## Statistiche

### Presenze e reti nei club
| Stagione                | Squadra                 | Campionato              | Campionato | Campionato | Coppa Italia | Coppa Italia | Coppa Italia | Coppe europee | Coppe europee | Coppe europee | Totale | Totale |
| Stagione                | Squadra                 | Comp                    | Pres       | Reti       | Comp         | Pres         | Reti         | Comp          | Pres          | Reti          | Pres   | Reti   |
| ----------------------- | ----------------------- | ----------------------- | ---------- | ---------- | ------------ | ------------ | ------------ | ------------- | ------------- | ------------- | ------ | ------ |
| 1923-1924               | Alessandria             | PD                      | 3          | 0          | -            | -            | -            | -             | -             | -             | 3      | 0      |
| 1924-1925               | Alessandria             | PD                      | 12         | 1          | -            | -            | -            | -             | -             | -             | 12     | 1      |
| Totale Alessandria      | Totale Alessandria      | Totale Alessandria      | 15         | 1          |              | -            | -            |               | -             | -             | 15     | 1      |
| 1925-1926               | Internaples             | PD                      | 15         | 16         | -            | -            | -            | -             | -             | -             | 15     | 16     |
| 1926-1927               | Alessandria             | DN                      | 18         | 11         | CI+CONI      | 1+12         | 2+10         | -             | -             | -             | 31     | 23     |
| 1927-1928               | Alessandria             | DN                      | 32         | 22         | -            | -            | -            | -             | -             | -             | 32     | 22     |
| 1928-1929               | Alessandria             | DN                      | 28         | 12         | -            | -            | -            | -             | -             | -             | 28     | 12     |
| 1929-1930               | Alessandria             | A                       | 26         | 19         | -            | -            | -            | -             | -             | -             | 26     | 19     |
| Totale Alessandria      | Totale Alessandria      | Totale Alessandria      | 104        | 64         |              | 13           | 12           |               | -             | -             | 117    | 76     |
| 1930-1931               | Juventus                | A                       | 34         | 16         | -            | -            | -            | CEC           | 3             | 1             | 37     | 17     |
| 1931-1932               | Juventus                | A                       | 33         | 18         | -            | -            | -            | CEC           | 4             | 0             | 37     | 16     |
| 1932-1933               | Juventus                | A                       | 33         | 11         | -            | -            | -            | CEC           | 4             | 1             | 37     | 12     |
| 1933-1934               | Juventus                | A                       | 34         | 16         | -            | -            | -            | CEC           | 6             | 2             | 40     | 18     |
| 1934-1935               | Juventus                | A                       | 26         | 7          | -            | -            | -            | CEC           | 7             | 5             | 33     | 12     |
| 1935-1936               | Ambrosiana-Inter        | A                       | 25         | 8          | CI           | 2            | 0            | CEC           | 6             | 2             | 33     | 10     |
| 1936-1937               | Ambrosiana-Inter        | A                       | 30         | 7          | CI           | 4            | 4            | -             | -             | -             | 34     | 11     |
| 1937-1938               | Ambrosiana-Inter        | A                       | 30         | 9          | CI           | 1            | 0            | CEC           | 4             | 3             | 35     | 12     |
| 1938-1939               | Ambrosiana-Inter        | A                       | 15         | 0          | CI           | 0            | 0            | CEC           | 0             | 0             | 15     | 0      |
| 1939-1940               | Ambrosiana-Inter        | A                       | 8          | 0          | CI           | 0            | 0            | -             | -             | -             | 8      | 0      |
| Totale Ambrosiana-Inter | Totale Ambrosiana-Inter | Totale Ambrosiana-Inter | 108        | 24         |              | 7            | 4            |               | 10            | 5             | 125    | 33     |
| 1940-1941               | Bologna                 | A                       | 16         | 2          | CI           | 4            | 0            | -             | -             | -             | 20     | 2      |
| Totale Bologna          | Totale Bologna          | Totale Bologna          | 16         | 2          |              | 4            | 0            |               | -             | -             | 20     | 2      |
| 1941-1942               | Juventus                | A                       | 6          | 1          | CI           | 3            | 0            | -             | -             | -             | 9      | 1      |
| Totale Juventus         | Totale Juventus         | Totale Juventus         | 166        | 69         |              | 3            | 0            |               | 24            | 9             | 193    | 78     |
| Totale carriera         | Totale carriera         | Totale carriera         | 424        | 176        |              | 27           | 16           |               | 34            | 14            | 485    | 206    |

### Cronologia presenze e reti in nazionale
| Cronologia completa delle presenze e delle reti in nazionale ― Italia | Cronologia completa delle presenze e delle reti in nazionale ― Italia | Cronologia completa delle presenze e delle reti in nazionale ― Italia | Cronologia completa delle presenze e delle reti in nazionale ― Italia | Cronologia completa delle presenze e delle reti in nazionale ― Italia | Cronologia completa delle presenze e delle reti in nazionale ― Italia | Cronologia completa delle presenze e delle reti in nazionale ― Italia | Cronologia completa delle presenze e delle reti in nazionale ― Italia |
| Data                                                                  | Città                                                                 | In casa                                                               | Risultato                                                             | Ospiti                                                                | Competizione                                                          | Reti                                                                  | Note                                                                  |
| --------------------------------------------------------------------- | --------------------------------------------------------------------- | --------------------------------------------------------------------- | --------------------------------------------------------------------- | --------------------------------------------------------------------- | --------------------------------------------------------------------- | --------------------------------------------------------------------- | --------------------------------------------------------------------- |
| 9-2-1930                                                              | Roma                                                                  | Italia                                                                | 4 – 2                                                                 | Svizzera                                                              | Amichevole                                                            | -                                                                     |                                                                       |
| 25-1-1931                                                             | Bologna                                                               | Italia                                                                | 5 – 0                                                                 | Francia                                                               | Amichevole                                                            | -                                                                     |                                                                       |
| 22-2-1931                                                             | Milano                                                                | Italia                                                                | 2 – 1                                                                 | Austria                                                               | Coppa Internazionale                                                  | -                                                                     |                                                                       |
| 29-3-1931                                                             | Berna                                                                 | Svizzera                                                              | 1 – 1                                                                 | Italia                                                                | Coppa Internazionale                                                  | -                                                                     |                                                                       |
| 12-4-1931                                                             | Porto                                                                 | Portogallo                                                            | 0 – 2                                                                 | Italia                                                                | Amichevole                                                            | 1                                                                     |                                                                       |
| 19-4-1931                                                             | Bilbao                                                                | Spagna                                                                | 0 – 0                                                                 | Italia                                                                | Amichevole                                                            | -                                                                     |                                                                       |
| 20-5-1931                                                             | Roma                                                                  | Italia                                                                | 3 – 0                                                                 | Scozia                                                                | Amichevole                                                            | -                                                                     |                                                                       |
| 15-11-1931                                                            | Roma                                                                  | Italia                                                                | 2 – 2                                                                 | Cecoslovacchia                                                        | Coppa Internazionale                                                  | -                                                                     |                                                                       |
| 13-12-1931                                                            | Torino                                                                | Italia                                                                | 3 – 2                                                                 | Ungheria                                                              | Coppa Internazionale                                                  | -                                                                     |                                                                       |
| 28-10-1932                                                            | Praga                                                                 | Cecoslovacchia                                                        | 2 – 1                                                                 | Italia                                                                | Coppa Internazionale                                                  | 1                                                                     |                                                                       |
| 27-11-1932                                                            | Milano                                                                | Italia                                                                | 4 – 2                                                                 | Ungheria                                                              | Amichevole                                                            | 1                                                                     |                                                                       |
| 1-1-1933                                                              | Bologna                                                               | Italia                                                                | 3 – 1                                                                 | Germania                                                              | Amichevole                                                            | -                                                                     |                                                                       |
| 2-4-1933                                                              | Ginevra                                                               | Svizzera                                                              | 0 – 3                                                                 | Italia                                                                | Coppa Internazionale                                                  | -                                                                     |                                                                       |
| 7-5-1933                                                              | Firenze                                                               | Italia                                                                | 2 – 0                                                                 | Cecoslovacchia                                                        | Coppa Internazionale                                                  | 1                                                                     |                                                                       |
| 13-5-1933                                                             | Roma                                                                  | Italia                                                                | 1 – 1                                                                 | Inghilterra                                                           | Amichevole                                                            | 1                                                                     |                                                                       |
| 22-10-1933                                                            | Budapest                                                              | Ungheria                                                              | 0 – 1                                                                 | Italia                                                                | Coppa Internazionale                                                  | -                                                                     |                                                                       |
| 3-12-1933                                                             | Firenze                                                               | Italia                                                                | 5 – 2                                                                 | Svizzera                                                              | Coppa Internazionale                                                  | 1                                                                     |                                                                       |
| 11-2-1934                                                             | Torino                                                                | Italia                                                                | 2 – 4                                                                 | Austria                                                               | Coppa Internazionale                                                  | -                                                                     |                                                                       |
| 25-3-1934                                                             | Milano                                                                | Italia                                                                | 4 – 0                                                                 | Grecia                                                                | Qual. Mondiali 1934                                                   | 1                                                                     |                                                                       |
| 27-5-1934                                                             | Roma                                                                  | Italia                                                                | 7 – 1                                                                 | Stati Uniti                                                           | Mondiali 1934 - Ottavi di finale                                      | 1                                                                     |                                                                       |
| 31-5-1934                                                             | Firenze                                                               | Italia                                                                | 1 – 1 dts                                                             | Spagna                                                                | Mondiali 1934 - Quarti di finale                                      | 1                                                                     |                                                                       |
| 3-6-1934                                                              | Milano                                                                | Italia                                                                | 1 – 0                                                                 | Austria                                                               | Mondiali 1934 - Semifinale                                            | -                                                                     |                                                                       |
| 10-6-1934                                                             | Roma                                                                  | Italia                                                                | 2 – 1 dts                                                             | Cecoslovacchia                                                        | Mondiali 1934 - Finale                                                | -                                                                     |                                                                       |
| 14-11-1934                                                            | Londra                                                                | Inghilterra                                                           | 3 – 2                                                                 | Italia                                                                | Amichevole                                                            | -                                                                     |                                                                       |
| 9-12-1934                                                             | Milano                                                                | Italia                                                                | 4 – 2                                                                 | Ungheria                                                              | Amichevole                                                            | 1                                                                     |                                                                       |
| 17-2-1935                                                             | Roma                                                                  | Italia                                                                | 2 – 1                                                                 | Francia                                                               | Amichevole                                                            | -                                                                     |                                                                       |
| 24-3-1935                                                             | Vienna                                                                | Austria                                                               | 0 – 2                                                                 | Italia                                                                | Coppa Internazionale                                                  | -                                                                     |                                                                       |
| 24-11-1935                                                            | Milano                                                                | Italia                                                                | 2 – 2                                                                 | Ungheria                                                              | Coppa Internazionale                                                  | 1                                                                     |                                                                       |
| 31-5-1936                                                             | Budapest                                                              | Ungheria                                                              | 1 – 2                                                                 | Italia                                                                | Amichevole                                                            | -                                                                     |                                                                       |
| 25-10-1936                                                            | Milano                                                                | Italia                                                                | 4 – 2                                                                 | Svizzera                                                              | Coppa Internazionale                                                  | -                                                                     |                                                                       |
| 15-11-1936                                                            | Berlino                                                               | Germania                                                              | 2 – 2                                                                 | Italia                                                                | Amichevole                                                            | 1                                                                     |                                                                       |
| 13-12-1936                                                            | Genova                                                                | Italia                                                                | 2 – 0                                                                 | Cecoslovacchia                                                        | Amichevole                                                            | 1                                                                     |                                                                       |
| 23-5-1937                                                             | Praga                                                                 | Cecoslovacchia                                                        | 0 – 1                                                                 | Italia                                                                | Coppa Internazionale                                                  | -                                                                     |                                                                       |
| 27-5-1937                                                             | Oslo                                                                  | Norvegia                                                              | 1 – 3                                                                 | Italia                                                                | Amichevole                                                            | -                                                                     |                                                                       |
| 31-10-1937                                                            | Ginevra                                                               | Svizzera                                                              | 2 – 2                                                                 | Italia                                                                | Coppa Internazionale                                                  | -                                                                     |                                                                       |
| 5-12-1937                                                             | Parigi                                                                | Francia                                                               | 0 – 0                                                                 | Italia                                                                | Amichevole                                                            | -                                                                     |                                                                       |
| 15-5-1938                                                             | Milano                                                                | Italia                                                                | 6 – 1                                                                 | Belgio                                                                | Amichevole                                                            | -                                                                     |                                                                       |
| 22-5-1938                                                             | Genova                                                                | Italia                                                                | 4 – 0                                                                 | Jugoslavia                                                            | Amichevole                                                            | 1                                                                     |                                                                       |
| 5-6-1938                                                              | Marsiglia                                                             | Norvegia                                                              | 1 – 2 dts                                                             | Italia                                                                | Mondiali 1938 - Ottavi di finale                                      | -                                                                     |                                                                       |
| 12-6-1938                                                             | Parigi                                                                | Francia                                                               | 1 – 3                                                                 | Italia                                                                | Mondiali 1938 - Quarti di finale                                      | -                                                                     |                                                                       |
| 16-6-1938                                                             | Marsiglia                                                             | Brasile                                                               | 1 – 2                                                                 | Italia                                                                | Mondiali 1938 - Semifinale                                            | -                                                                     |                                                                       |
| 19-6-1938                                                             | Parigi                                                                | Ungheria                                                              | 2 – 4                                                                 | Italia                                                                | Mondiali 1938 - Finale                                                | -                                                                     |                                                                       |
| 20-11-1938                                                            | Bologna                                                               | Italia                                                                | 2 – 0                                                                 | Svizzera                                                              | Amichevole                                                            | -                                                                     | Cap.                                                                  |
| 4-12-1938                                                             | Napoli                                                                | Italia                                                                | 1 – 0                                                                 | Francia                                                               | Amichevole                                                            | -                                                                     | Cap.                                                                  |
| Totale                                                                |                                                                       | Presenze (60º posto)                                                  | 44                                                                    |                                                                       | Reti (21º posto)                                                      | 14                                                                    |                                                                       |

### Statistiche da allenatore

#### Club
In grassetto le competizioni vinte.
| Stagione            | Squadra            | Campionato      | Campionato | Campionato | Campionato | Campionato | Coppe nazionali | Coppe nazionali | Coppe nazionali | Coppe nazionali | Coppe nazionali | Coppe continentali | Coppe continentali | Coppe continentali | Coppe continentali | Coppe continentali | Altre coppe | Altre coppe | Altre coppe | Altre coppe | Altre coppe | Totale | Totale | Totale | Totale | % Vittorie |
| Stagione            | Squadra            | Comp            | G          | V          | N          | P          | Comp            | G               | V               | N               | P               | Comp               | G                  | V                  | N                  | P                  | Comp        | G           | V           | N           | P           | G      | V      | N      | P      | %          |
| ------------------- | ------------------ | --------------- | ---------- | ---------- | ---------- | ---------- | --------------- | --------------- | --------------- | --------------- | --------------- | ------------------ | ------------------ | ------------------ | ------------------ | ------------------ | ----------- | ----------- | ----------- | ----------- | ----------- | ------ | ------ | ------ | ------ | ---------- |
| 1941-gen. 1942      | Juventus           | A               | 14         | 5          | 4          | 5          | CI              | 2               | 2               | 0               | 0               | -                  | -                  | -                  | -                  | -                  | -           | -           | -           | -           | -           | 16     | 7      | 4      | 5      | 43,75      |
| 1942-1943           | Ambrosiana-Inter   | A               | 30         | 15         | 4          | 11         | CI              | 1               | 0               | 0               | 1               | -                  | -                  | -                  | -                  | -                  | -           | -           | -           | -           | -           | 31     | 15     | 4      | 12     | 48,39      |
| 1944-1945           | Pavia              | Lomb.           | 20         | 11         | 3          | 6          | -               | -               | -               | -               | -               | -                  | -                  | -                  | -                  | -                  | -           | -           | -           | -           | -           | 20     | 11     | 3      | 6      | 55,00      |
| 1945-gen. 1946      | Brescia            | DN              | 13         | 5          | 4          | 4          | -               | -               | -               | -               | -               | -                  | -                  | -                  | -                  | -                  | -           | -           | -           | -           | -           | 13     | 5      | 4      | 4      | 38,46      |
| 1947-1948           | Cantonal Neuchâtel | A               | 26         | 2          | 6          | 18         | CS              | 2               | 1               | 0               | 1               | -                  | -                  | -                  | -                  | -                  | -           | -           | -           | -           | -           | 28     | 3      | 6      | 19     | 10,71      |
| 1948-1949           | Prato              | C               | 40         | 25         | 8          | 7          | -               | -               | -               | -               | -               | -                  | -                  | -                  | -                  | -                  | -           | -           | -           | -           | -           | 40     | 25     | 8      | 7      | 62,50      |
| 1949-1950           | Prato              | B               | 42         | 8          | 10         | 24         | -               | -               | -               | -               | -               | -                  | -                  | -                  | -                  | -                  | -           | -           | -           | -           | -           | 42     | 8      | 10     | 24     | 19,05      |
| Totale Prato        | Totale Prato       | Totale Prato    | 82         | 33         | 18         | 31         |                 | -               | -               | -               | -               |                    | -                  | -                  | -                  | -                  |             | -           | -           | -           | -           | 82     | 33     | 18     | 31     | 40,24      |
| dic. 1950-apr. 1951 | Padova             | A               | 14         | 4          | 1          | 9          | -               | -               | -               | -               | -               | -                  | -                  | -                  | -                  | -                  | -           | -           | -           | -           | -           | 14     | 4      | 1      | 9      | 28,57      |
| Totale carriera     | Totale carriera    | Totale carriera | 199        | 75         | 40         | 84         |                 | 5               | 3               | 0               | 2               |                    | -                  | -                  | -                  | -                  |             | -           | -           | -           | -           | 204    | 78     | 40     | 86     | 38,24      |

#### Nazionale
| Ottobre-novembre 1961 | Italia        | Qual. Mondiale 1962 |               | 2 | 2 | 0 | 0 | 100,00& | 10 | 2  | +8  |
| Dal 1960 al 1961      | Italia        | Amichevoli          |               | 4 | 2 | 0 | 2 | 50,00   | 10 | 8  | +2  |
| Totale Italia         | Totale Italia | Totale Italia       | Totale Italia | 6 | 4 | 0 | 2 | 66,67   | 20 | 10 | +10 |

#### Panchine da commissario tecnico della nazionale
| Cronologia completa delle presenze e delle reti in nazionale ― Italia | Cronologia completa delle presenze e delle reti in nazionale ― Italia | Cronologia completa delle presenze e delle reti in nazionale ― Italia | Cronologia completa delle presenze e delle reti in nazionale ― Italia | Cronologia completa delle presenze e delle reti in nazionale ― Italia | Cronologia completa delle presenze e delle reti in nazionale ― Italia | Cronologia completa delle presenze e delle reti in nazionale ― Italia | Cronologia completa delle presenze e delle reti in nazionale ― Italia |
| Data                                                                  | Città                                                                 | In casa                                                               | Risultato                                                             | Ospiti                                                                | Competizione                                                          | Reti                                                                  | Note                                                                  |
| --------------------------------------------------------------------- | --------------------------------------------------------------------- | --------------------------------------------------------------------- | --------------------------------------------------------------------- | --------------------------------------------------------------------- | --------------------------------------------------------------------- | --------------------------------------------------------------------- | --------------------------------------------------------------------- |
| 13-12-1958                                                            | Genova                                                                | Italia                                                                | 1 – 1                                                                 | Cecoslovacchia                                                        | Coppa Internazionale 1955-1960                                        | Galli                                                                 | Cap: Boniperti                                                        |
| 28-2-1959                                                             | Roma                                                                  | Italia                                                                | 1 – 1                                                                 | Spagna                                                                | Amichevole                                                            | Lojacono                                                              | Cap: Montuori                                                         |
| 6-5-1959                                                              | Londra                                                                | Inghilterra                                                           | 2 – 2                                                                 | Italia                                                                | Amichevole                                                            | Brighenti Mariani                                                     | Cap: Segato                                                           |
| 1-11-1959                                                             | Praga                                                                 | Cecoslovacchia                                                        | 2 – 1                                                                 | Italia                                                                | Coppa Internazionale 1955-1960                                        | Lojacono                                                              | Cap: Cervato                                                          |
| 29-11-1959                                                            | Firenze                                                               | Italia                                                                | 1 – 1                                                                 | Ungheria                                                              | Coppa Internazionale 1955-1960                                        | Cervato                                                               | Cap: Boniperti                                                        |
| 10-12-1960                                                            | Napoli                                                                | Italia                                                                | 1 – 2                                                                 | Austria                                                               | Amichevole                                                            | Boniperti                                                             | Cap: Boniperti                                                        |
| 25-4-1961                                                             | Bologna                                                               | Italia                                                                | 3 – 2                                                                 | Irlanda del Nord                                                      | Amichevole                                                            | 2 Stacchini Sívori                                                    | Cap: Nicolè                                                           |
| 24-5-1961                                                             | Roma                                                                  | Italia                                                                | 2 – 3                                                                 | Inghilterra                                                           | Amichevole                                                            | Sívori Brighenti                                                      | Cap: Nicolè                                                           |
| 15-6-1961                                                             | Firenze                                                               | Italia                                                                | 4 – 1                                                                 | Argentina                                                             | Amichevole                                                            | Lojacono 2 Sívori Mora                                                | Cap: Brighenti                                                        |
| 15-10-1961                                                            | Tel Aviv                                                              | Israele                                                               | 2 – 4                                                                 | Italia                                                                | Qual. Mondiali 1962                                                   | Lojacono Altafini 2 Corso                                             | Cap: Buffon                                                           |
| 4-11-1961                                                             | Torino                                                                | Italia                                                                | 6 – 0                                                                 | Israele                                                               | Qual. Mondiali 1962                                                   | 4 Sívori Corso Angelillo                                              | Cap: Buffon                                                           |
| 5-5-1962                                                              | Firenze                                                               | Italia                                                                | 2 – 1                                                                 | Francia                                                               | Amichevole                                                            | 2 Altafini                                                            | Cap: Buffon                                                           |
| 13-5-1962                                                             | Bruxelles                                                             | Belgio                                                                | 1 – 3                                                                 | Italia                                                                | Amichevole                                                            | Menichelli 2 Altafini                                                 | Cap: Losi                                                             |
| 31-5-1962                                                             | Santiago del Cile                                                     | Italia                                                                | 0 – 0                                                                 | Germania Ovest                                                        | Mondiali 1962                                                         | -                                                                     | Cap: Buffon                                                           |
| 2-6-1962                                                              | Santiago del Cile                                                     | Cile                                                                  | 2 – 0                                                                 | Italia                                                                | Mondiali 1962                                                         | -                                                                     | Cap: Mora                                                             |
| 7-6-1962                                                              | Santiago del Cile                                                     | Italia                                                                | 3 – 0                                                                 | Svizzera                                                              | Mondiali 1962                                                         | Mora 2 Bulgarelli                                                     | Cap: Buffon                                                           |
| Totale                                                                |                                                                       | Presenze                                                              | 16                                                                    |                                                                       | Reti                                                                  | 39                                                                    |                                                                       |

## Palmarès

### Giocatore

#### Club
- Campionato italiano: 8

Juventus: 1930-1931, 1931-1932, 1932-1933, 1933-1934, 1934-1935
Ambrosiana-Inter: 1937-1938, 1939-1940
Bologna: 1940-1941
- Coppa Italia: 2

Ambrosiana-Inter: 1938-1939
Juventus: 1941-1942
- Coppa CONI: 1

Alessandria: 1927

#### Nazionale
- Campionato mondiale: 2

Italia 1934, Francia 1938
- Coppa Internazionale: 1

1933-1935

#### Individuale
- Inserito nella Hall of Fame - I Magnifici del calcio italiano

2000
- Inserito nella Hall of fame del calcio italiano

2011 (riconoscimento alla memoria)

### Allenatore

#### Club
- Campionato italiano Serie C: 1

Prato: 1948-1949 (girone C)